# Alias Smith und Jones
Alias Smith und Jones (Originaltitel: Alias Smith and Jones) ist eine US-amerikanische Westernserie, die von 1971 bis 1973 lief. Es wurden 50 Episoden produziert. Die Serie wurde von Glen A. Larson und Roy Huggins entwickelt und geleitet. Die Hauptrollen spielten Pete Duel (während der zweiten Staffel durch Roger Davis ersetzt) und Ben Murphy.

## Inhalt
Hannibal Heyes und Jed „Kid“ Curry sind die erfolgreichsten Bank- und Zugräuber des Wilden Westens. Sie haben bei ihren Überfällen nie jemanden getötet und sind daher überall beliebt, außer bei Banken und Zugunternehmen. Allerdings haben sie immer mehr Probleme mit der technischen Entwicklung. So haben sie bei einem Zugüberfall einen „schlechten Tag“ – es gelingt ihnen zwar, einen Safe zu stehlen, können ihn dann aber nicht öffnen. Bei dem Überfall wird ihnen eine Notiz gegeben, die von einer Amnestie spricht. Um diese zu bekommen, suchen Heyes und Curry ein früheres Mitglied ihrer Bande auf. Mittlerweile als Sheriff tätig, ist dieser bereit, für sie beim Gouverneur über die Amnestie zu verhandeln. Sie bekommen die Zusage, allerdings müssen sie zuerst ihre guten Absichten beweisen, indem sie ein Jahr lang keine Verbrechen begehen. In dieser Zeit, in der sie unter den Namen Joshua Smith und Thaddeus Jones auftreten, wissen nur der Gouverneur, der Unterhändler und die beiden selbst von der Amnestie, sodass sie weiterhin gesucht und von Kopfgeldjägern und Detektivagenturen gejagt werden. Die Serie erzählt, wie sie sich in dieser Zeit behaupten.

## Hintergrund

### Entstehungsgeschichte
Angesichts des großen Erfolges des Films Zwei Banditen (Butch Cassidy and the Sundance Kid) entwickelte Glen A. Larson die Idee für die Serie. Besonders interessierte ihn dabei eine Amnestie, die Butch Cassidy kurz vor dessen Flucht nach Bolivien angeboten worden sein soll, die aber im Film nur kurz erwähnt wurde. Die Aliasnamen Smith und Jones waren bereits im Film verwendet worden.
Nach Beendigung der Dreharbeiten zum Pilotfilm schien Glen A. Larson als Showrunner nicht erfahren genug zu sein, daher wurde ihm Roy Huggins zur Seite gestellt. Huggins hatte kurz zuvor bereits den Film The Young Country bei ABC platziert, der ebenfalls als Vorläufer für die Serie angesehen wird, auch weil Pete Duel und Roger Davis in wesentlichen Rollen beteiligt waren.

### Der Einfluss von Pete Duels Tod auf die Serie
In den frühen Morgenstunden des 31. Dezember 1971 beging Pete Duel Suizid. Daraufhin wollten die Verantwortlichen des Produktionsteams, allen voran Roy Huggins, die Serie sofort einstellen. ABC konnte sich dies allerdings nicht leisten und bestand darauf, die Serie fortzusetzen; es wurde sogar gedroht, auf Vertragseinhaltung zu klagen, falls die Weiterführung von Alias Smith und Jones auch nur verzögert werden würde.
Dies warf die Frage auf, wer die Rolle des Hannibal Heyes übernehmen sollte. Geeignete Schauspieler waren nicht so einfach zu bekommen, außerdem war für den üblichen Besetzungsprozess auch nicht ausreichend Zeit. Deshalb wählte man Roger Davis, einen Freund von Pete Duel, der als Erzähler in der Serie tätig war. Ironischerweise hatte Davis am Anfang der Staffel bereits die Rolle des Danny Bilson gespielt, die einzige Figur, die in der Serie von Kid Curry erschossen wurde.
Obwohl Pete Duel für viele der Sympathieträger in der Serie gewesen war, hatte sein Tod keinen dauerhaften Einfluss auf die Zuschauerzahlen. Trotzdem wird häufig gesagt, die Serie habe sich nie von seinem Tod erholt. Auch die Absetzung ein Jahr später wurde in Verbindung damit gebracht.

### Ausstrahlung und Erfolg
In den USA war Alias Smith und Jones nie eine wirkliche Hitserie. Allerdings bekam die Serie ausschließlich Ausstrahlungszeiten, an denen sie auf erfolgreiche Serien auf den Konkurrenzsendern traf, nämlich anfangs The Flip Wilson Show und später All in the Family und Notruf California (Emergency!).
Im englischsprachigen Ausland war sie dagegen sehr erfolgreich, besonders in Großbritannien. Sandra K. Sagala und JoAnne M. Bagwell schrieben 2005, die Serie sei damals der erfolgreichste amerikanische Import gewesen, den die BBC je gesendet habe. Und dass sie es geblieben sei.
In Deutschland wurde Alias Smith und Jones in den Jahren 1973 und 1974 im Vorabendprogramm der ARD gezeigt. Allerdings sendete man nur den Pilotfilm und 18 weitere Folgen; die restlichen Folgen wurden nicht synchronisiert, sodass sich auch spätere Wiederaufführungen, teilweise auch auf anderen Sendern, auf diese Folgen beschränkten. Keine dieser Folgen hatte Roger Davis in der Hauptrolle, somit wurde keine Folge der dritten Staffel ausgestrahlt.

### Ende der Serie
Im Januar 1973 wurde Alias Smith und Jones von ABC mitten in der Staffel abbestellt. Dies kam für die Produzenten überraschend, weshalb die Serie keinen wirklichen Abschluss hat. Es wurde diskutiert, ob die BBC angesichts des großen Erfolges vor allem in Großbritannien, aber auch in Australien und Neuseeland, übernehmen könnte. Dies scheiterte, weil es für den Sender zu teuer gewesen wäre.

## Besetzung

### Hauptdarsteller
| Schauspieler | Rollenname                           | Folgen | Jahre     |
| ------------ | ------------------------------------ | ------ | --------- |
| Pete Duel    | Hannibal Heyes alias Joshua Smith    | 1–33   | 1971–1972 |
| Ben Murphy   | Jed „Kid“ Curry alias Thaddeus Jones | 1–50   | 1971–1973 |
| Roger Davis  | Hannibal Heyes alias Joshua Smith 1  | 34–50  | 1972–1973 |

### Nebendarsteller und Gaststars
Alias Smith und Jones hatte außergewöhnlich viele prominente Gaststars. Hier eine Auswahl, wobei jeweils Rollenname und Folge angegeben sind:
- Sharon Acker (Rachel Carlson, 1x12)
- Don Ameche (Diamond Jim Guffy, 2x10)
- Edward Andrews (Ralph Peterson, 1x02)
- Anne Archer (Ellen Lewis, 2x11)
- R. G. Armstrong (Max, 2x12)
- Jim Backus (Joseph P. Sterling, 2x19)
- Ina Balin (Margareth Carruthers, 2x14)
- Joanna Barnes (Janet Judson, 2x02; Mrs. Hanley, 2x14)
- Alan Baxter (Sam, 2x09)
- Noah Beery junior (Sheriff, 2x06)
- Ramon Bieri (Sheriff Moody, 1x12; Ted Thompson, 3x04)
- Sorrell Booke (Conrad Meyer Zulick, 3x09)
- Neville Brand (Chuck Gorman, 2x11; Sam Bacon, 2x20)
- Peter Breck (Chuck Morgan,1x06)
- Walter Brennan (Silky O’Sullivan, 2x01, 2x21; Gantry, 2x15)
- Peter Brocco (Pincus, 1x01; Richter 2x05)
- Rory Calhoun (Jason Holloway, 2x08)
- Rod Cameron (Sheriff Grimley, 2x19; Luke Billings, 3x02)
- Joseph Campanella (Jake Carlson, 1x12)
- J. D. Cannon (Harry Briscoe, 1x04, 1x15, 2x09, 2x18, 3x01)
- Michele Carey (Betsy Jamison, 1x08)
- Jack Cassidy (Harry Wagener, 2x02)
- Jackie Coogan (Crawford, 2x10; Harvey Clifford, 2x20; Passenger Agent 3x10)
- Jerome Cowan (Waldo Hennessy, 1x11)
- Wally Cox (Matt Tapscott, 2x18)
- Broderick Crawford (Chester E. Powers, 2x17)
- Pat Crowley (Meg Parker, 2x14)
- Royal Dano (John Lambert, 1x05)
- Severn Darden (Oscar Harlenjen, Alan Harlenjen, 1x14)
- Andy Devine (Sheriff Bintell, 2x18)
- Charles Dierkop (Shields, 1x01; Pokerspieler, 2x13; Clayton Crewes, 3x08)
- Bradford Dillman (Spencer, 2x16)
- Ann Doran (Mrs. Simpson, 3x11)
- James Drury (Sheriff Lom Trevors, 1x01; Sheriff Tankersley, 3x01)
- Howard Duff (George Fendler, 2x11)
- Marj Dusay (Christine McNeice, 1x14)
- Buddy Ebsen (George Austin, 2x22; Phil Archer, 3x02)
- Jack Elam (Boot Coby, 2x23)
- Dana Elcar (Benjamin T. Bowers, 1x09; Sam Haney, 3x12)
- Tom Ewell (Deputy Treadwell, 1x11)
- Sally Field (Clementine Hale, 2x10, 3x04)
- Dennis Fimple (Kyle Murtry, 1x01, 1x07, 1x10, 2x01, 2x17, 2x19, 3x03)
- Paul Fix (Tom Hansen, 2x01; Clarence Bowles 2x08; Bronc, 3x12)
- Bill Fletcher (Kane, 1x01; Logan, 1x14; Hank, 2x11; Doc Holliday, 2x20, 3x07)
- Joe Flynn (Ralph Marsden, 2x08)
- Will Geer (Seth, 2x04)
- Louis Gossett, Jr. (Joe Sims, 2x12)
- Virginia Gregg (Emma McIntyre, 2x20)
- Joan Hackett (Alice Banion, 1x15)
- Sid Haig (Merkle, 1x01, 1x07; Griffin 2x01)
- Alan Hale junior (Andrew J. Greer, 1x05)
- Brett Halsey (Hamilton, 1x07; Ed Starr, 3x08)
- Mitzi Hoag (Winifred Bowers, 1x09)
- Earl Holliman (Wheat, 1x01, 2x01)
- Diana Hyland (Clara Phillips, 1x07)
- Steve Ihnat (Harry Downs, 1x09)
- Burl Ives (Big Mac McCreedy, 1x02, 2x03, 2x16, 2x20, 3x03)
- Sam Jaffe (Soapy Saunders, 1x06, 1x08, 2x23)
- Dean Jagger (Mark Tisdale, 3x12)
- L. Q. Jones (Clint Weaver, 1x09; Petersen 3x10)
- Katy Jurado (Carlotta, 3x03)
- Jack Kelly (Dr. Chauncy Beauregard, 2x08)
- Shirley Knight (Amy Martin, 3x07)
- John Larch (Mike Griffin, 1x05)
- Fernando Lamas (Big Jim Santana, 1x07)
- Michele Lee (Georgette Sinclair, 2x20, 2x21, 2x23)
- Mark Lenard (Jim Plummer, 1x03)
- Geoffrey Lewis (Patch, 1x09; Al, 2x12; Burk Stover, 3x06)
- Ida Lupino (Mia Bronson, 2x22)
- Patrick Macnee (Norman Alexander, 1x10)
- Lee Majors (Joe Briggs, 2x16)
- Randolph Mantooth (Dan Loomis, 1x09)
- Monte Markham (Jim Stokely, 2x06)
- John McGiver (August Binford, 1x08; Doc Snively, 3x11)
- Bill McKinney (Lobo, 1x01, 1x07, 1x10, 2x19)
- Heather Menzies (Annabelle, 1x05)
- Vera Miles (Belle Jordan, 2x05)
- Juliet Mills (Julia Finney, 1x10)
- Cameron Mitchell (Wyatt Earp, 2x20)
- George Montgomery (Curt Clitterhouse, 2x03)
- Robert Morse (Fred Philpotts, 2x01)
- Diana Muldaur (Grace Turner, 1x06)
- Ed Nelson (Sheriff Frank Canton, 3x06)
- Jeanette Nolan (Birdie Pickett, 1x01)
- Sheree North (Bess Tapscott, 2x18)
- Pat O’Brien (Hayfoot Stockton, 2x11)
- Arthur O’Connell (Sheriff von Big Butte, 2x23)
- Susan Oliver (Blanche Graham, 1x13)
- Woodrow Parfrey (Sam Winters, 1x12)
- Jo Ann Pflug (Beegee, 3x12)
- Slim Pickens (Mike, 1x03; Sheriff Benton, 1x10; Sheriff Whitaker, 2x01; Sheriff Sam, 3x09)
- Ford Rainey (Warren Epps, 1x03; Vater, 1x14; Deputy D. A. Collins, 2x17, 2x19; Teshmacker, 3x05)
- Pernell Roberts (Sam Finrock, 1x03; Terence Tynan, 2x15)
- Cesar Romero (Armendariz, 1x02, 2x16, 3x03)
- Bing Russell (Sheriff, 2x16)
- John Russell (Marshall, 1x01; Bart Russell 2x20; Lom Trevors 3x08, 3x11)
- Susan Saint James (Miss Porter, 1x01)
- Brenda Scott (Cybele Snively, 3x11)
- Ann Sothern (Blackjack Jenny, 2x13)
- G. D. Spradlin (Simpson, 3x11)
- Larry Storch (Mugs McGeehu, 3x01)
- Susan Strasberg (Mary Cunningham, 1x03)
- Barbara Stuart (Lurene, 2x04)
- Dub Taylor (Johnson, 1x13; Jim 2x09)
- Forrest Tucker (Deputy Harker Wilkins, 1x01)
- Rudy Vallée (Winford Fletcher, 2x10, 2x17)
- Gregory Walcott (Sam Bleeker, 2x14)
- Jessica Walter (Louise Carson, 2x13)
- Mills Watson (Blake, 1x02; Squint Simpson, 1x11; Sam Perkins, 2x23; Chester, 3x04)
- Adam West (Brubaker, 2x18)
- Chill Wills (Bixby, 2x19)
- Marie Windsor (Helen Archer, 3x02)
- Jane Wyatt (Schwester Julia, 2x09)
- Keenan Wynn (Charlie Utley, 1x09; Horace Wingate, 2x10; Artie Gorman, 3x06)

## Episoden
| Staffel | Episodenanzahl | Erstausstrahlung USA | Erstausstrahlung USA |
| Staffel | Episodenanzahl | Staffelpremiere      | Staffelfinale        |
| ------- | -------------- | -------------------- | -------------------- |
| 1       | 15             | 5. Januar 1971       | 22. April 1971       |
| 2       | 23             | 16. September 1971   | 2. März 1972         |
| 3       | 12             | 16. September 1972   | 13. Januar 1973      |

### Staffel 1
| Nr. (ges.) | Nr. (St.) | Deutscher Titel                   | Originaltitel                  | Erstausstrahlung Vereinigte Staaten | Regie               | Drehbuch                      |
| ---------- | --------- | --------------------------------- | ------------------------------ | ----------------------------------- | ------------------- | ----------------------------- |
| 1          | 1         | Ein Jahr Galgenfrist              | Alias Smith und Jones          | 5. Jan. 1971                        | Gene Levitt         | Glen A. Larson, Douglas Heyes |
| 2          | 2         | 20.000 für Caesars Kopf           | The McCreedy Bust              | 21. Jan. 1971                       | Gene Levitt         | Sy Salkowitz                  |
| 3          | 3         | Schwache Frau sucht starke Männer | Exit from Wickenburg           | 28. Jan. 1971                       | Jeannot Szwarc      | Robert Hamner                 |
| 4          | 4         | Zwei im falschen Zug              | Wrong Train to Brimstone       | 4. Feb. 1971                        | Jeffrey Hayden      | Stephen Kandel                |
| 5          | 5         | Das Mädchen aus dem Güterzug      | The Girl in Boxcar #3          | 11. Feb. 1971                       | Leslie H. Martinson | Howard Browne                 |
| 6          | 6         | –                                 | The Great Shell Game           | 18. Feb. 1971                       | Richard Benedict    | Glen A. Larson                |
| 7          | 7         | –                                 | Return to Devil’s Hole         | 25. Feb. 1971                       | Bruce Kessler       | Marion Hargrove               |
| 8          | 8         | Geständnis in der Morgenzeitung   | A Fistful of Diamonds          | 4. März 1971                        | Jeffrey Hayden      | Robert Hamner                 |
| 9          | 9         | Wer kassiert die Prämie?          | Stagecoach Seven               | 11. März 1971                       | Richard Benedict    | Dick Nelson                   |
| 10         | 10        | –                                 | The Man Who Murdered Himself   | 18. März 1971                       | Jeffrey Hayden      | Robert Hamner, Roy Huggins    |
| 11         | 11        | Ein Schatz für den Lebensabend    | The Root of It All             | 25. März 1971                       | Barry Shear         | Howard Browne                 |
| 12         | 12        | –                                 | The 5th Victim                 | 1. Apr. 1971                        | Fernando Lamas      | Glen A. Larson                |
| 13         | 13        | Blinde Kuh in San Juan            | Journey from San Juan          | 8. Apr. 1971                        | Jeffrey Hayden      | Dick Nelson                   |
| 14         | 14        | –                                 | Never Trust an Honest Man      | 15. Apr. 1971                       | Douglas Heyes       | Philip DeGuere                |
| 15         | 15        | Charlies goldenes Erbe            | The Legacy of Charlie O’Rourke | 22. Apr. 1971                       | Jeffrey Hayden      | Dick Nelson                   |

### Staffel 2
| Nr. (ges.) | Nr. (St.) | Deutscher Titel                 | Originaltitel                         | Erstausstrahlung Vereinigte Staaten | Regie              | Drehbuch                       |
| ---------- | --------- | ------------------------------- | ------------------------------------- | ----------------------------------- | ------------------ | ------------------------------ |
| 16         | 1         | –                               | The Day They Hanged Kid Curry         | 16. Sep. 1971                       | Barry Shear        | Glen A. Larson                 |
| 17         | 2         | –                               | How to Rob a Bank in One Hard Lesson  | 23. Sep. 1971                       | Alexander Singer   | David Moessinger               |
| 18         | 3         | Eine Falle für den Sheriff      | Jailbreak at Junction City            | 30. Sep. 1971                       | Jeffrey Hayden     | Roy Huggins                    |
| 19         | 4         | –                               | Smiler With a Gun                     | 7. Okt. 1971                        | Fernando Lamas     | Max Hodge                      |
| 20         | 5         | Wenn Mädchen Cowboy spielen     | The Posse That Wouldn’t Quit          | 14. Okt. 1971                       | Harry Falk         | Pat Fielder                    |
| 21         | 6         | –                               | Something to Get Hung About           | 21. Okt. 1971                       | Jack Arnold        | Nicholas E. Baehr, Roy Huggins |
| 22         | 7         | Ein Job für den Marterpfahl     | Six Strangers at Apache Springs       | 28. Okt. 1971                       | Nicholas Colasanto | Arnold Somkin, Roy Huggins     |
| 23         | 8         | –                               | Night of the Red Dog                  | 4. Nov. 1971                        | Russ Mayberry      | Dick Nelson                    |
| 24         | 9         | Die Bekehrung des Harry Briscoe | The Reformation of Harry Briscoe      | 11. Nov. 1971                       | Barry Shear        | B. W. Sandefur                 |
| 25         | 10        | Das ist doch Zufall, Clementine | Dreadful Sorry Clementine             | 18. Nov. 1971                       | Barry Shear        | Glen A. Larson                 |
| 26         | 11        | Der Trick mit der Farbe         | Shootout at Diablo Station            | 25. Nov. 1971                       | Jeffrey Hayden     | William D. Gordon              |
| 27         | 12        | –                               | The Bounty Hunter                     | 9. Dez. 1971                        | Barry Shear        | Nicholas E. Baehr              |
| 28         | 13        | –                               | Everything Else You Can Steal         | 16. Dez. 1971                       | Alexander Singer   | Roy Huggins                    |
| 29         | 14        | –                               | Miracle at Santa Marta                | 30. Dez. 1971                       | Vincent Sherman    | Dick Nelson                    |
| 30         | 15        | –                               | 21 Days to Tenstrike                  | 6. Jan. 1972                        | Mel Ferber         | Irv Pearlberg                  |
| 31         | 16        | König oder Bube                 | The McCreedy Bust: Going, Going, Gone | 13. Jan. 1972                       | Alexander Singer   | Nicholas E. Baehr              |
| 32         | 17        | Plan B bringt eine reine Weste  | The Man Who Broke the Bank at Red Gap | 20. Jan. 1972                       | Richard Benedict   | Ric Hardman                    |
| 33         | 18        | Bestechung mit Happy End        | The Men That Corrupted Hadleyburg     | 27. Jan. 1972                       | Jeff Corey         | Dick Nelson                    |
| 34         | 19        | –                               | The Biggest Game in the West          | 3. Feb. 1972                        | Alexander Singer   | Roy Huggins                    |
| 35         | 20        | –                               | Which Way to the O.K. Corral?         | 10. Feb. 1972                       | Jack Arnold        | Glen A. Larson                 |
| 36         | 21        | –                               | Don’t Get Mad, Get Even               | 17. Feb. 1972                       | Bruce Bilson       | Glen A. Larson                 |
| 37         | 22        | –                               | What’s in It for Mia?                 | 24. Feb. 1972                       | John J. Dumas      | William D. Gordon              |
| 38         | 23        | –                               | Bad Night in Big Butte                | 2. März 1972                        | Richard L. Bare    | Glen A. Larson                 |

### Staffel 3
| Nr. (ges.) | Nr. (St.) | Deutscher Titel | Originaltitel                           | Erstausstrahlung Vereinigte Staaten | Regie              | Drehbuch                      |
| ---------- | --------- | --------------- | --------------------------------------- | ----------------------------------- | ------------------ | ----------------------------- |
| 39         | 1         | –               | The Long Chase                          | 16. Sep. 1972                       | Alexander Singer   | Roy Huggins                   |
| 40         | 2         | –               | High Lonesome Country                   | 23. Sep. 1972                       | Alexander Singer   | Dick Nelson                   |
| 41         | 3         | –               | The McCreedy Feud                       | 30. Sep. 1972                       | Alexander Singer   | Juanita Bartlett              |
| 42         | 4         | –               | The Clementine Ingredient               | 7. Okt. 1972                        | Jack Arnold        | Gloryette Clark               |
| 43         | 5         | –               | Bushwack!                               | 21. Okt. 1972                       | Jack Arnold        | Roy Huggins, David Moessinger |
| 44         | 6         | –               | What Happened at the XST?               | 28. Okt. 1972                       | Jack Arnold        | Roy Huggins                   |
| 45         | 7         | –               | The Ten Days That Shook Kid Curry       | 4. Nov. 1972                        | Edward M. Abroms   | Gloryette Clark               |
| 46         | 8         | –               | The Day the Amnesty Came Through        | 25. Nov. 1972                       | Jeff Corey         | Dick Nelson                   |
| 47         | 9         | –               | The Strange Fate of Conrad Meyer Zulick | 2. Dez. 1972                        | Richard C. Bennett | Nicholas E. Baehr             |
| 48         | 10        | –               | McGuffin                                | 9. Dez. 1972                        | Alexander Singer   | Nicholas E. Baehr             |
| 49         | 11        | –               | Witness to a Lynching                   | 16. Dez. 1972                       | Richard C. Bennett | Nicholas E. Baehr             |
| 50         | 12        | –               | Only Three to a Bed                     | 13. Jan. 1973                       | Jeffrey Hayden     | Richard Morris                |

## Nachwirkungen
- Der Fernsehfilm The Gun and the Nun von 1971 umfasst die beiden Episoden Zwei im falschen Zug (1x04) und Die Bekehrung des Harry Briscoe (2x09).[12] Es ist nicht klar, ob der Film tatsächlich gesendet wurde[13] oder zurückgezogen wurde, als die Serie auf Sendung ging.[14]
- Der Fernsehfilm The Long Chase ist eine Kompilation aus den Folgen The Long Chase, High Lonesome Country und The Clementine Ingredient.[12]
- Die Fernsehserie Alas Smith and Jones der englischen Komiker Mel Smith und Griff Rhys Jones spielte mit dem Titel zwar auf Alias Smith und Jones an, hatte ansonsten allerdings nichts damit zu tun.

## DVD
Die erste Staffel von Alias Smith und Jones wurde am 20. Februar 2007 auf DVD veröffentlicht. Am 13. April 2010 erschien ein Set mit den Staffeln 2 und 3. Seit dem 19. Oktober 2010 ist ein Set mit allen drei Staffeln erhältlich.
Angesichts der Anzahl der bisher synchronisierten Folgen ist mit einer deutschsprachigen Veröffentlichung der Serie auf DVD nicht zu rechnen.